# Birndorf
Birndorf ist ein Ortsteil der Gemeinde Albbruck im Landkreis Waldshut im Süden Baden-Württembergs.

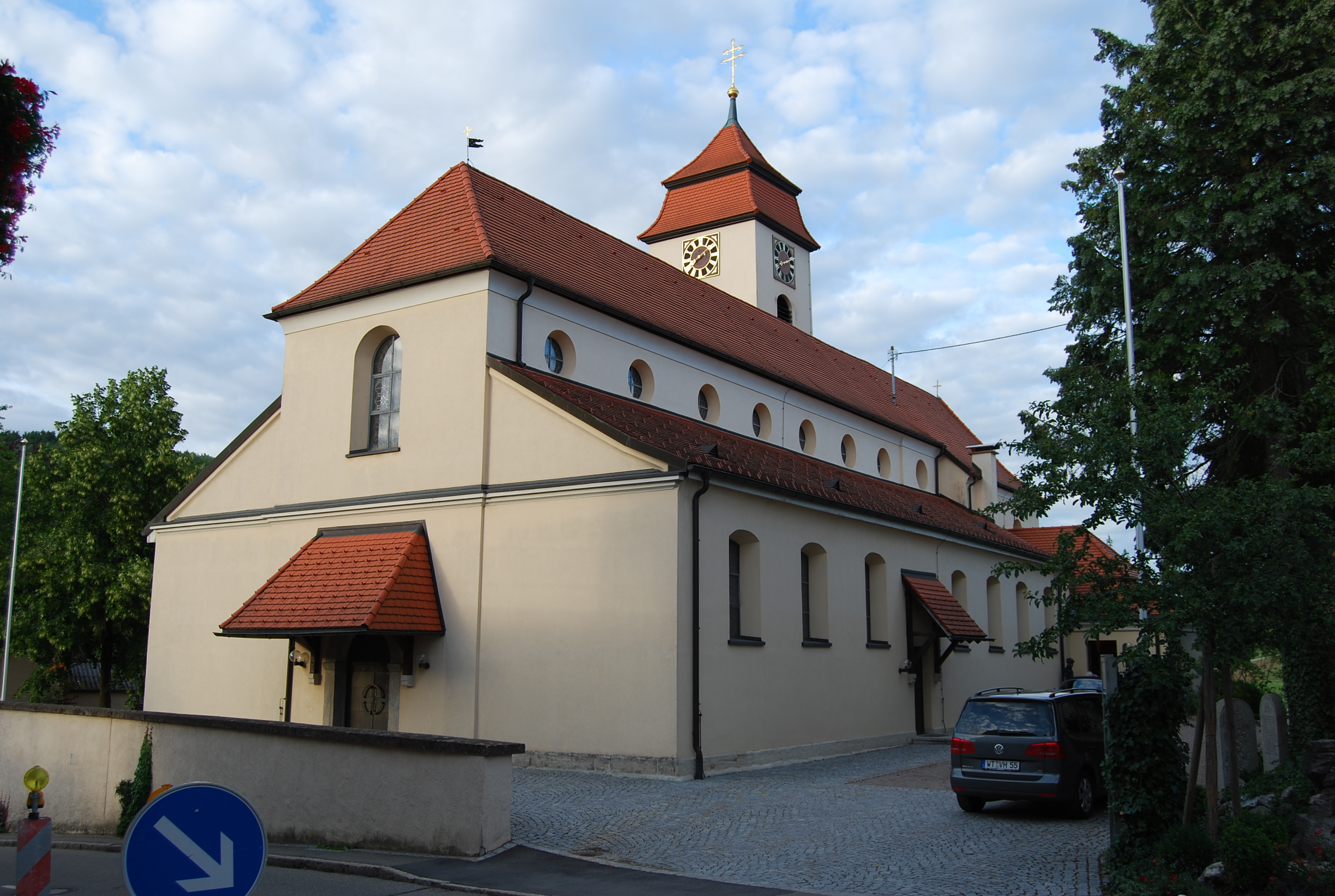
Die romanische Basilika von Birndorf, 1783 von Franz Anton Bagnato erweitert, 1791 neueingweiht

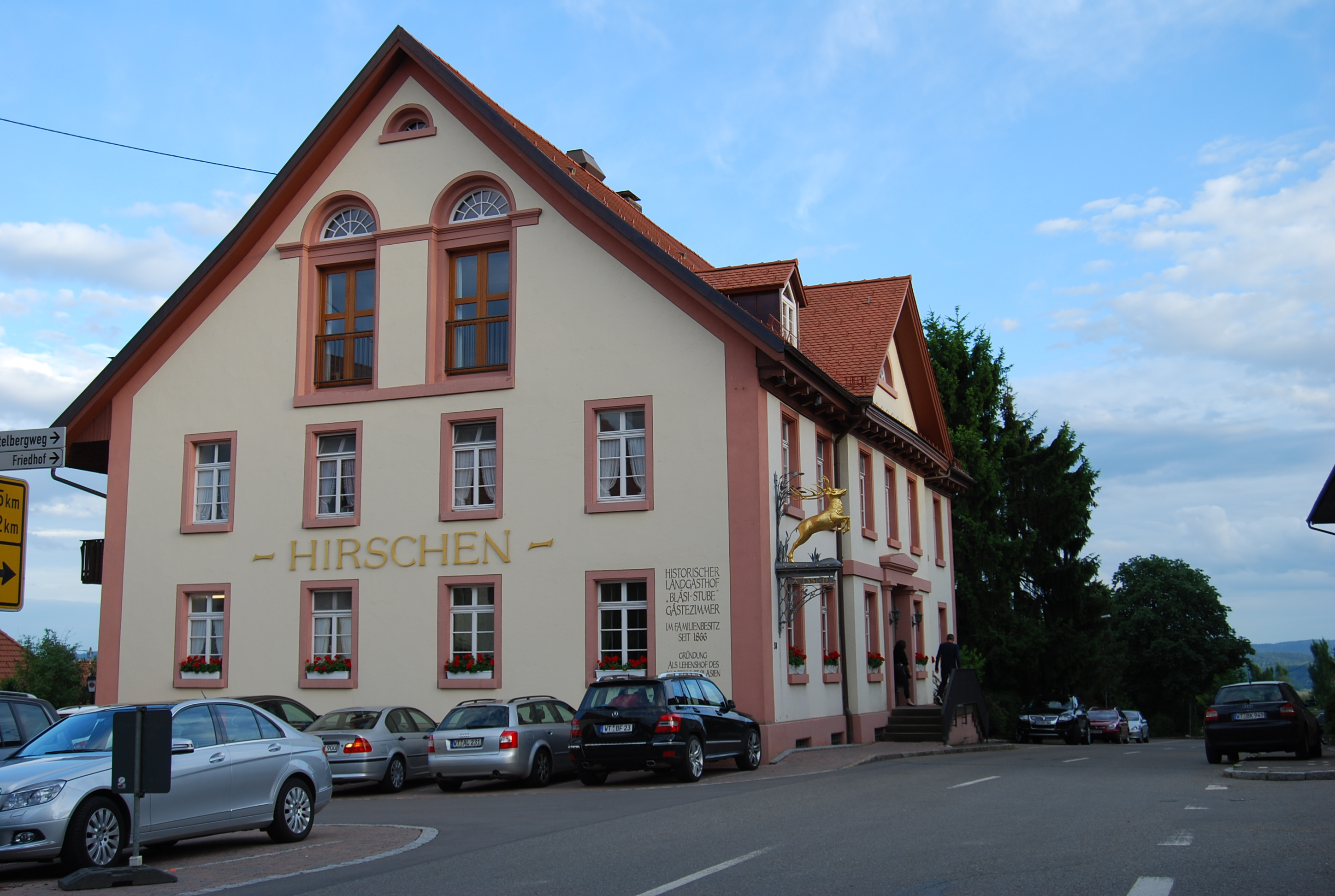
Ehem. Frohnhof des Klosters St. Blasien in Birndorf

## Geographie
Birndorf liegt am Südrand des Schwarzwalds auf 488 m ü. NN. Das Landschaftsbild ist wie in den Nachbargemeinden durch Wälder, landwirtschaftliche Nutzfläche und große Obstplantagen geprägt.

## Geschichte

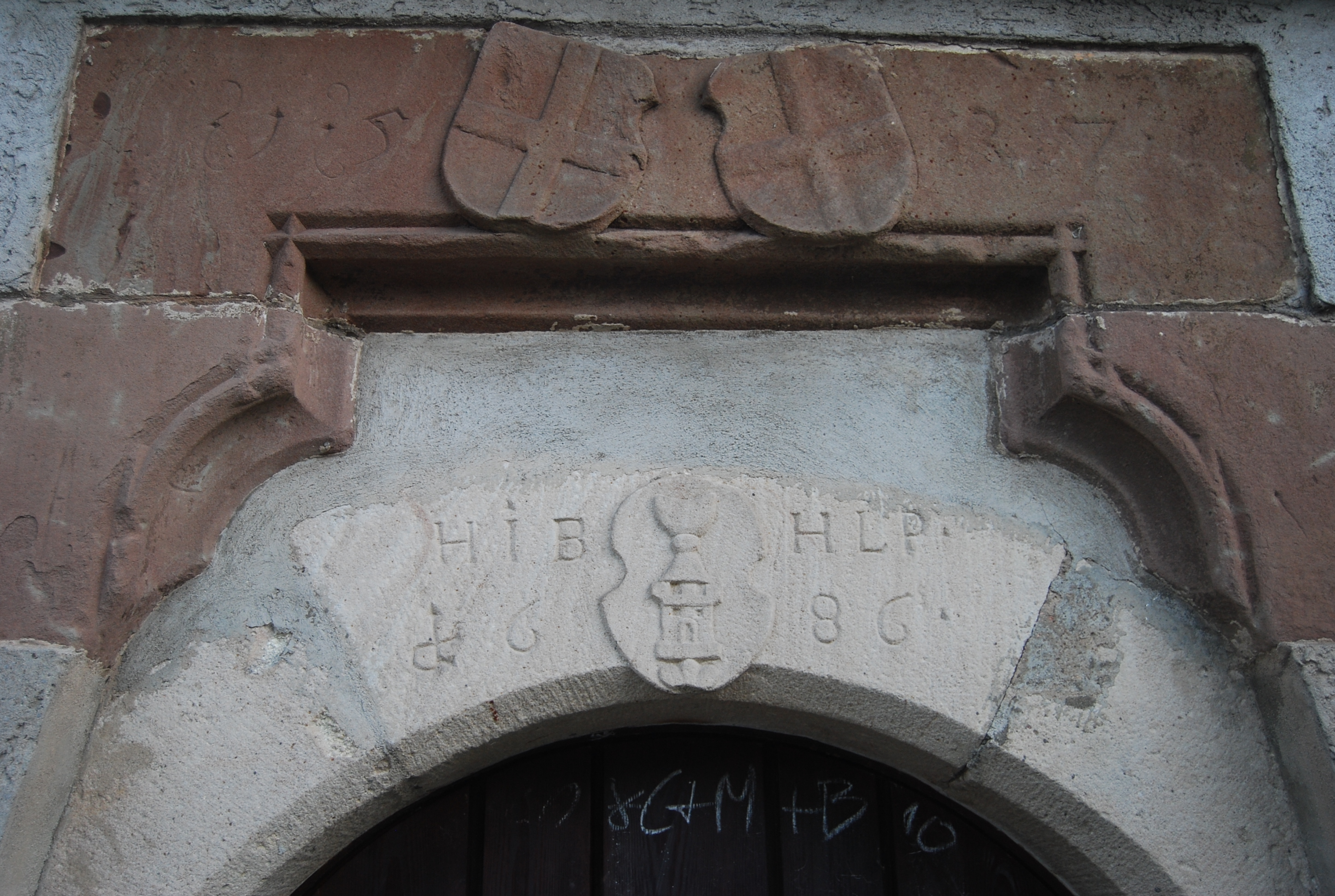
Torbogen des alten Pfarrhauses in Birndorf mit Wappen des deutschen Ritterordens

Die Siedlungsgeschichte im Gebiet um Birndorf reicht zurück bis zur Zeit der Römer wie Münzfunde aus der Zeit des Marcus Ulpius Traianus (98–117 n. Chr.) belegen. Bereits beim ersten Alamannensturm, der um das Jahr 233 einsetzte, drangen die Alamannen bis an die Rheinebene vor, wobei es zu zahlreichen blutigen Auseinandersetzungen zwischen den beiden Völkern kam. Um in einem letzten Versuch die Alamannen doch noch von der Landnahme abzuhalten, ließ der römische Kaiser Valentinian I. in der Zeit zwischen 368 und 374 die Rheingrenze ausbauen. Das entsprechende Edikt zum Bau dieser Verteidigungslinie stellte er am 30. August 369 auf dem mons Brisiacus, dem Münsterberg in Breisach aus. Dabei ließ er entlang des Rheins ein wohldurchdachtes System von Wachttürmen (Specula) anlegen, die jeweils in sichtbarem Abstand zueinander standen und an wichtigen Übergangsstellen durch größere Kastellanlagen verstärkt waren. Zu diesem Grenzsystem gehört auch ein Schutzwall der teilweise auf der Birndorfer Gemarkung verläuft. Dieser Landhag beginnt am linken Ufer der Wehra bei Öflingen und zieht sich von dort über den Bach Heidenwühre gegen Osten über Wieladingen bis an die Murg, wo er aufhört. Dann beginnt er wieder bei Steinbach an der Alb, geht von dort auf den Bergrücken über den Hof Steig, wo er Steinweg (Stiegstraße?) heißt, gegen Nordosten bis Aisperg. Trotz diesen Maßnahmen gelang es dem suebischen Alamannenstamm der Lentienser im 4. Jahrhundert, die Römer endgültig aus dem Gebiet zu verdrängen und sich dauerhaft anzusiedeln.
Die erste urkundliche Erwähnung Birndorfs geht auf die Schenkungsurkunde des Ehepaares Nidhart und Gundbirc am 28. Mai 814 zurück. Die dortige Pfarrkirche und die unterschiedlichen Rechtsansprüche diverser Klöster, Adelsherren und Freileute sorgten über Jahrhunderte hinweg zu Streitigkeiten. 874 gab es Unklarheiten über die Zehntabgabe an die Birndorfer Kirche. Dies veranlasste den Konstanzer Bischof Gebhard, nähere Erkundigungen über die dortigen Verhältnisse einzuholen. Zu diesem Zweck schickte er seinen Erzpriester Rihfried nach Birndorf. Die Erben der Kirche zu Birndorf im Albgau erhoben Anspruch auf den Zehnten. Die Untersuchungen ergaben, dass die Dörfer Birndorf, Birkingen, Kuchelbach, Buch, Etzwihl und Hechwihl bereits zu Zeiten Kaiser Karls und Bischofs Egino (782–811) der Kirche zu Birndorf zehntpflichtig waren.
Bei einer öffentlichen Verhandlung in Gurtweil am 21. März 890 unter dem Vorsitz des Albgaugrafen Chadaloh, übertrug Sigimunt seinen Besitz in Buch und Aisperg dem Kloster St. Gallen und empfing dafür Klosterbesitz in Birndorf zu Lehen.
Um das Jahr 1100 wurde die heute noch erhaltene, dreischiffige Basilika im romanischen Stil, dem heiligen Kreuz geweiht. Zu dieser Zeit gab es in Birndorf auch einen gleichnamigen Ortsadel der urkundlich mit Heinrich von Birndorf – Heinricus de Birdorf im Jahre 1147 in Erscheinung tritt. Die Kirche gehörte zur Deutschordenskommende in Beuggen, die in der Gegend um Birndorf große Besitzungen hatte. Das heutige Wappen der Gemeinde zeigt in der linken Hälfte des zweigeteilten Schildes das schwarze Kreuz der deutschen Ordensritter.

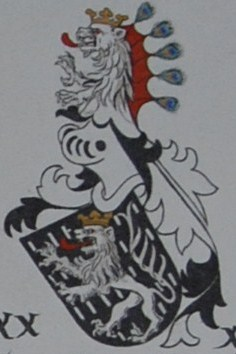
Wappen der Freiherren von Klingen

Das Geschlecht der Freiherren  von Klingen war in Birndorf durch die Heirat Ulrichs von Klingen mit Ita, der Erbtochter des Freiherren Walter von Tegerfelden, auch im Aargau, Thurgau und Elsass reich begütert. Besonderes ihr Sohn, der Minnesänger Walther von Klingen tritt im 13. Jahrhundert mehrfach als Förderer der Deutschordenskommende in Beuggen in Erscheinung. So schenkte er am 26. Oktober 1264, gemeinsam mit seiner Frau Sophie unter Zustimmung ihrer vier Töchter Verena, Herzlande, Katharina und Klara den Deutschordensbrüdern zu „Bughein“ (Beuggen) die Hälfte ihres Hofes samt dem Kirchensatz zu Birndorf. Papst Gregor X. selbst beauftragte am 13. Februar 1275 auf Bitten des Präzeptors und der Deutschordenskommende, die Schenkung des Kirchensatzes zu Birndorf seitens des Edelknechtes von Klingen an die Deutschordensbrüder durch eine öffentliche Urkunde aufzunehmen. 1283 folgten weitere Schenkungen Walthers von Klingen und Ulrich von Tiefenstein. Dies war ein Gut zu Tegerfelden (Kanton Aargau), welches Ritter Konrad Steimar von ihnen zu Lehen hatte. Zugleich gab Ulrich von Tiefenstein seine Zustimmung dazu, dass Walther Rubesti von Buch sein Gut zu Etzwihl den Brüdern von „Buchein“ übergibt, zur „Sühnung der Unbill“, die er ihnen zu Birndorf zugefügt hatte. Er lag wohl im Streit mit dem Birndorfer Pfarrer Johann, der dort von den Deutschen Ordensrittern eingesetzt war. Dass die Birndorfer Besitzungen von Seiten der Herren von Tegerfelden und nicht von Seiten derer von Klingen kommen müssen, dafür spricht die Vereinbarung der Freiherren von Klingen die besagte, dass die älteren Klingen´schen Stammgüter nur mit Zustimmung der Klingen´schen Erbgenossen verkauft werden durften. An diese Vereinbarungen hielten sich die Freiherren von Klingen selbst nach der Teilung der Linie in die Herren von Hohenklingen und Herren von Altenklingen/Klingnau. Die Schenkungen erfolgten jedoch ohne besondere Zustimmung der anderen Erbgenossen, demzufolge waren es Besitzungen, die mütterlicherseits von den Freiherren von Tegerfelden stammten.
Birndorf war eine der acht Einungen der ehemaligen Grafschaft Hauenstein. Zur Einung Birndorf zählten die Ortschaften: Birndorf, Buch, Etzwihl, Haide, Schattenbirndorf, Steinbach, Ay, Bannholz, Birkingen, Bohland, Kuchelbach, Oberalpfen, Unteralpfen, Remetschwiel und Kiesenbach.
Beim Waldshuterkrieg 1468 richteten die eidgenössischen Raub- und Verwüstungszüge in den Ortschaften Indlekofen, Enschwiel, Rohr, Tiefenhäusern, Remetschwiel, Waldkirch, Dogern, Birkingen, Eschbach, Bürglen, Gurtweil, Weilheim, Dietlingen, Nöggenschwiel, Schmitzingen, Nieder- und Oberalpfen, Buch Etzwihl, Birndorf, im Wesentlichen also die Gebiete der Einungen Birndorf und Dogern und der Herrschaft Gurtweil erhebliche Schäden an.
Am 1. Januar 1973 wurde Birndorf in die Gemeinde Albbruck eingegliedert.

### Die Eingriffe des Klosters St. Blasien in Birndorf
Das Streben des Klosters St. Blasien nach einem abgerundeten Klosterterritorium führte zu Spannungen mit der benachbarten Grafschaft Hauenstein und deren mehrheitlichen Freileute. 1225 erweiterte das Kloster St. Blasien erheblich seinen Grundbesitz im Hauensteinerland, indem es seinen ersten Besitz in Bierbronnen erwarb, wo es 1266 von Heinrich von Krenkingen weitere Güter erhielt. Innerhalb der folgenden 30 Jahre erwarb das Kloster Besitz und Recht zu Birndorf, Gurtweil, Dietlingen und Eschbach. Die Geldnot des Hauensteiner Kleinadels Mitte des 13. Jahrhunderts begünstigte die Gebietserweiterungspläne des Klosters St. Blasien. Aus dieser Zeit finden sich zahlreiche Verkaufsurkunden, in denen als Käufer sehr häufig das Kloster St. Blasien auftritt. Als Verkäufer finden wir die Geschlechter von Hauenstein, von Tiefenstein, von Gutenburg, von Klingen, von Bernau, von Birndorf und zahlreiche andere.
Obgleich die St. Blasische Gebietserweiterungen auch die Deutschordenskommende in Beuggen nicht verschonte, scheint das Verhältnis zwischen den beiden Gotteshäusern ein gutes gewesen zu sein. So erlaubten die Deutschherren in einem Dokument vom 20. August 1303 dem Abt Berthold zu St. Blasien die Nutzung eines Wasserlaufs bei Birndorf zum Betrieb einer St. Blasischen Mühle. Es wurde jedoch betont, dass dieses Recht auf besondere Vergünstigung und nicht auf Rechtsansprüchen beruhe.
Einen weiteren Erfolg des Klosters St. Blasien, mehr Gebiet auf der Gemarkung Birndorfs zu erlangen, bescherten 1308 die Geschwister Schivi (auch Schuster später Schliffer genannt,) welche ihre Besitzungen dort ebenfalls St. Blasien überließen. Dabei das Stift am 24. Oktober 1308 „Das Dörfeli ze Schadebirdorf und zwo Schuppossen in dem Dorfe ze Ober-Birdorf“, welche ihr Vater im Jahre 1270 von Walther von Klingen gekauft hatte, „mit akkern, mit matten, mit holze und mit velde, unde mit allem dem rechte, so darzu höret, nur ein vries eigen um 60 Mark Silber.“ Schattenbirndorf bestand damals aus einem großen Hof, welcher später in manchen Urkunden als „Dörfli“ bezeichnet wird.
Im unnachlässigen Drängen des Klosters St. Blasien verloren die anderen Grund- und Rechtsbesitzer in Birndorf nach und nach ihre Rechte. So verlor die Deutschordenskommende Beuggen 1409 ihren Anspruch auf den dortigen Heuzehnt, in dem sie bei einem Rechtsstreit schließlich auf ihre Ansprüche zu Gunsten St. Blasiens verzichtete. So ging 1415 auch das „Ferrentalinen Gut“ in Birndorf und einem „Widdumgut“ in Rickenbach an St. Blasien. An dem Ferrentalinen Gut erhoben Claus Waltkircher, Henni Jettenberg (Mettenberger), Claus Riem, Heini Bentznower und Bertschi Feldman ebenfalls Ansprüche. Derartige Streitigkeiten wiederholten sich in den Jahren 1462 (wiederum Zehntabgaben), 1508 (Streit mit dem Damenstift Säckingen betreffend Leibeigener in Birndorf), 1567 (wiederum Zehntstreitigkeiten). Zeitweise gelang es St. Blasien, durch die Geldnöte der Habsburger, die Pfandschaft über die gesamte Grafschaft Hauenstein zu erlangen.

### Birndorfer Rosenkranzbruderschaft
Auf Bitten des Waldvogts Konrad von Altendorff zu Neuwenhusen, Jakob Appenzeller, Johann Christopf Feltmann und den Junker Balthasar von Steinbockh (wohl Steinbach) wurde am 24. Januar 1628 beim Magister generalis Ordinis Praedicatorum, Franciscus Seraphinus Siccus zu Rom ersucht, in der Pfarrkirche von Birndorf eine Rosenkranzbruderschaft einzuführen.
Zu den Mitgliedern dieser Rosenkranzbruderschaft zählte fast der gesamte Adel der Umgebung; so finden wir Konrad von Altendorf und seine Gemahlin Maria von Breittenlandenberg, Jakob von Schönau und seine Gemahlin Margaretha von Reinach, Johannes Franz von Schönau, Dietrich von Schönau, Johann Kaspar von Schönau, Martin von Haideckh, Ursula Holdermännin von Holderstein, Margaretha von Homburg, geboren von Breittenlandenberg, Christoph Jakob von Mandach, Eva von Mandach, geborene von Haideckh, Lorenz zu Rhein, Maria Agnes zu Rhein, geborene von Rosenbach, Melchior zu Rhein, Johann Balthasar von Steinbockh, Juliana von Steinbockh, geborene von Haideckh, Margaretha von Appetzhofen, geborene Eglossin von Zell, Johannes Christoph Feltmann, Anna Maria Feltmann, geborene von Appetzhofen, Johann Ludwig Feltmann, Christian Schäfer, Nicolaus Schäfer, Johann Jakob Schuler, Georg Hattenbach, Christoph Straubhaar, Christoph Tschudi von Wasserstelz, Friedrich Straubhaar, Franz Ignaz Anton Joseph von Schönau, Franz Christoph Tschudi von Glarus, Franz Augustin Fridolin von Schönau, Georg Sebastian Reinhard von Kagenegg, Waldvogteiamstmeister Feinlin, Johannes Franz Joseph von Schönau, Johann Ulrich Hug von Winterbach, Johann Christoph Straubhaar, Schaffner des Königsfelder Hofs, Johann Heinrich Hermann von Kagenegg, Johann Leopold von Wittenbach, noch andere unter den Mitgliedern der Birndorfer Rosenkranzbruderschaft.

## Wappen
Das vertikal geteilte Wappenschild von Birndorf zeigt in der linken Hälfte das schwarze Kreuz der Deutschen Ordensritter auf weißem Hintergrund. Die rechte Hälfte des Schildes zeigt einen weißen, aufgerichteten Löwen mit ausgestreckter Zunge und goldener Krone auf schwarzem Hintergrund, der auf die frühere Herrschaft der Herren von Klingen verweist.

## Sehenswürdigkeiten
- Die dreischiffige Heilig-Kreuz-Kirche im romanischen Stil
- St. Blasianische Frohnhof – Heute Landgasthof Hirschen